# Sơn Động
Sơn Động is een district in de Vietnamese provincie Bắc Giang. Het ligt in het noordoosten van Vietnam. Het noordoosten van Vietnam wordt ook wel Vùng Đông Bắc genoemd.
De hoofdplaats van het district is An Châu. De totale oppervlakte van het district bedraagt 845,77 km² en telt ruim 72.000 inwoners. Een belangrijke verkeersader in Sơn Động is de Quốc lộ 31.
Thị trấn: An Châu · Thanh Sơn

Xã: An Bá · An Châu · An Lạc · An Lập · Bồng Am · Cẩm Đàn · Chiên Sơn · Dương Hưu · Giáo Liêm · Hữu Sản · Lệ Viễn · Long Sơn · Phúc Thắng · Quế Sơn · Thạch Sơn · Thanh Luận · Tuấn Đạo · Tuấn Mậu · Vân Sơn · Vĩnh Khương · Yên Định
Hoofdstad: Bắc Giang

Huyện: Hiệp Hoà · 
Lạng Giang · 
Lục Nam · 
Lục Ngạn · 
Sơn Động · 
Tân Yên · 
Việt Yên · 
Yên Dũng · 
Yên Thế